# Ivan Sergeevič Barjatinskij
Ivan Sergeevič Barjatinskij, in russo Иван Сергеевич Барятинский? (27 febbraio 1738 – 23 dicembre 1811), è stato un diplomatico russo.

## Biografia
Era il figlio del principe Sergej Ivanovič Barjatinskij (?-1746), e di sua moglie, Mavra Stepanova Savelova (1698-1771).

## Carriera
All'età di 8 anni entrò nel reggimento Izmajlovskij. Partecipò alla guerra dei sette anni venendo catturato nella Battaglia di Zorndorf.
Pietro III lo ha promosso a tenente colonnello. Nel 1765 si recò a Stoccolma per una missione speciale e nello stesso anno fu promosso a colonnello nel 1769 e due anni dopo a generale. Nel 1775 è stato nominato ambasciatore a Parigi, dove rimase per 12 anni, cercando di mantenere relazioni amichevoli tra la Russia e la Francia. Quando il principe ereditario arrivò a Parigi, fece un viaggio in Europa con la moglie sotto il nome di conte e contessa del Nord, Barjatinskij li accolse in casa sua e poi li accompagnò in Francia.
Nel 1785 firmò, con l'ambasciatore austriaco come intermediari, il Trattato di Versailles. Si ritirò nel 1786.
Tornato in Russia, Barjatinskij rimase a corte.

## Matrimoni

### Primo matrimonio
Nel 1767 sposò la principessa Caterina di Schleswig-Holstein-Sonderburg-Beck (1750-1811), unica figlia del maresciallo Pietro Augusto di Schleswig-Holstein-Sonderburg-Beck, e della sua seconda moglie, la contessa Natal'ja Nikolaevna Golovina, nipote dell'ammiraglio Fëdor Alekseevič Golovin. Ebbero due figli:
- Ivan Ivanovič (1767-1825);
- Anna Ivanovna (1772-1825), sposò il conte Nikolaj Aleksandrovič Tolstoj, ebbero quattro figli.

### Secondo matrimonio

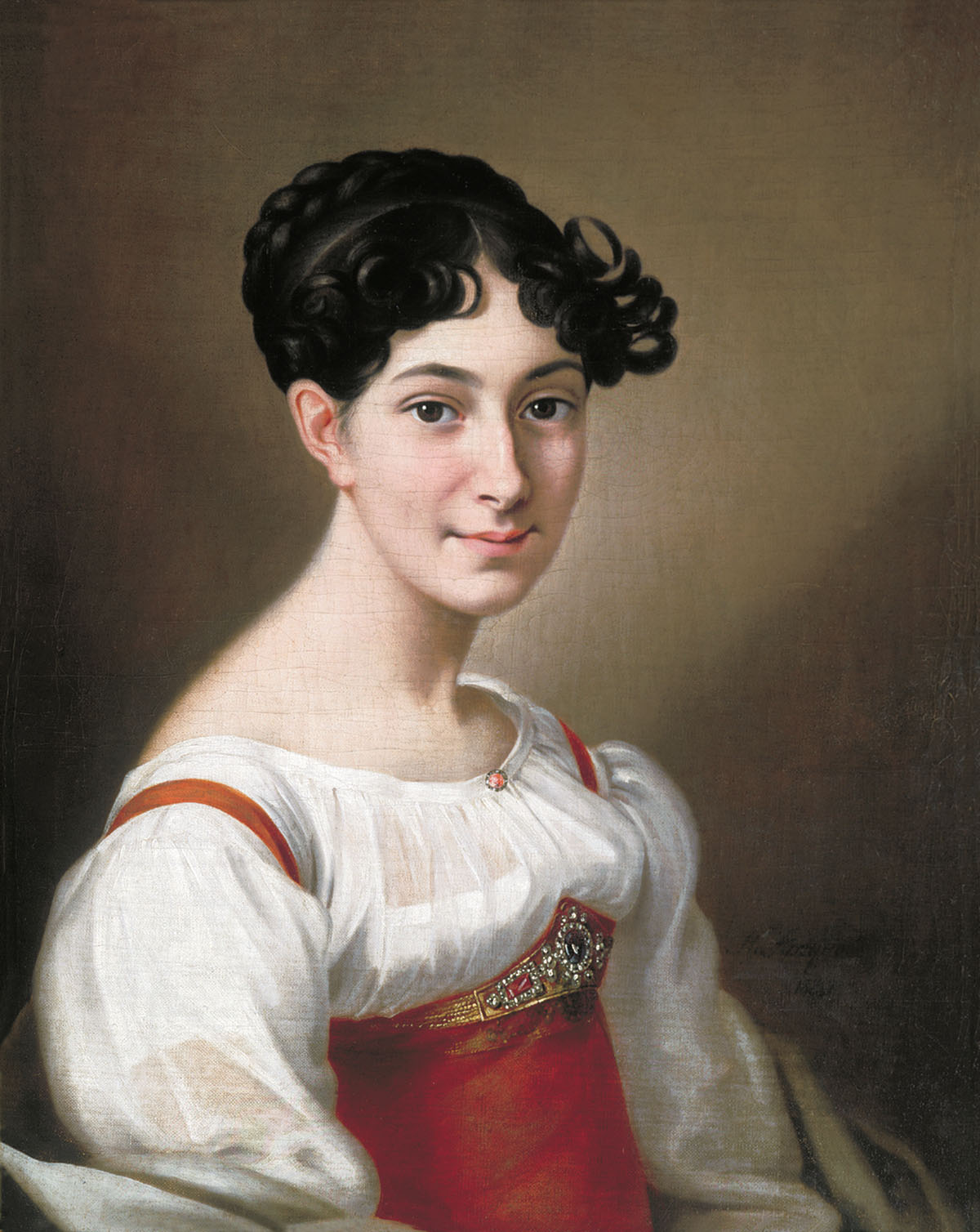
Elizaveta Ivanovna Bibitinskaja

Sposò segretamente Anastasija Bibikova, dalla quale ha avuto tre figli, che portavano il nome cognome Bibitinskij:
- Vasilij Ivanovič Bibitinskij (1795-1817);
- Anastasija Ivanovna Bibitinskaja (1797-1866)
- Elizaveta Ivanovna Bibitinskaja (1798-1834), sposò lo storico Dmitrij Nikolaevič Bantyš-Kamenskij;

## Morte
Morì il 23 dicembre 1811 e fu sepolto nel monastero Pokrovskij.